# Glenea melia
Glenea melia är en skalbaggsart som beskrevs av Francis Polkinghorne Pascoe 1867. Glenea melia ingår i släktet Glenea och familjen långhorningar. Inga underarter finns listade i Catalogue of Life.